# ماتیلده جولی
ماتیلده جولی (انگلیسی: Matilde Gioli؛ زادهٔ ۲ سپتامبر ۱۹۸۹) بازیگر اهل ایتالیا است. وی دانش‌آموختهٔ رشتهٔ فلسفه در دانشگاه میلان است.
از فیلم‌ها یا برنامه‌های تلویزیونی که وی در آن نقش داشته‌است، می‌توان به پدر دوست‌داشتنی اشاره کرد.